# Cynanchum cubense
Cynanchum cubense är en oleanderväxtart som först beskrevs av August Heinrich Rudolf Grisebach, och fick sitt nu gällande namn av R. E. Woodson. Cynanchum cubense ingår i släktet Cynanchum och familjen oleanderväxter. Inga underarter finns listade i Catalogue of Life.